# Streckbröstad tyrann
Streckbröstad tyrann (Mionectes striaticollis) är en fågel i familjen tyranner inom ordningen tättingar. Den förekommer i Sydamerika. Beståndet anses vara livskraftigt.

## Utseende
Streckbröstad tyrann är en liten tyrann med streckning på strupe och bröst, olikt de flesta små tyranner. Fjäderdräkten är olivgrön ovan, med gulare buk och skiffergrått huvud. Noterbart är även ljust längst in på övre näbbhalvan. Arten är rätt lik olivstrimmig tyrann, men har gråare huvud och hittas vanligen högre upp.

## Utbredning och systematik
Streckbröstad tyrann delas in i fyra underarter med följande utbredning:
- Mionectes striaticollis columbianus – förekommer i Anderna i östra Colombia och östra Ecuador
- Mionectes striaticollis viridiceps – förekommer i längst ut i tropiska sydvästra Colombia (västra Nariño) och västra Ecuador
- Mionectes striaticollis palamblae – förekommer i Anderna i norra Peru (Piura södra till Huánuco)
- Mionectes striaticollis striaticollis – förekommer i Anderna i centrala Peru till västra Bolivia

### Familjetillhörighet
Arten placeras traditionellt i familjen tyranner. DNA-studier visar dock att Tyrannidae består av fem klader som skildes åt redan under oligocen, pekar på att de skildes åt redan under oligocen, varför vissa auktoriteter behandlar dem som egna familjer. Streckbröstad tyrann med släktingar placeras då i Pipromorphidae.

## Levnadssätt
Streckbröstad tyrann är en rätt vanlig fågel i Andernas förberg och i den subtropiska zonen. Den hittas vanligen lågt till medelhögt i molnskog eller skogsbryn, från 1200 till 2700 meters höjd. Fågeln uppträder enstaka, ofta som en del av kringvandrande artblandade flockar, ibland vid fruktbärande träd.

## Status och hot
Arten har ett stort utbredningsområde, men tros minska i antal, dock inte tillräckligt kraftigt för att den ska betraktas som hotad. Internationella naturvårdsunionen IUCN listar arten som livskraftig (LC).